# Les Oiseaux aquatiques
Pour plus de détails, voir Fiche technique et Distribution.
Les Oiseaux aquatiques (Water Birds) est un court métrage documentaire américain réalisé par Ben Sharpsteen, sorti en 1952. 
Le film fait partie de la série de documentaires True-Life Adventures

## Fiche technique
- Titre original : Water Birds
- Titre français : Les oiseaux aquatiques
- Réalisation : Ben Sharpsteen
- Narrateur : Winston Hibler
- Scénario : Winston Hibler, Ted Sears et William Otis
- Production : Walt Disney
- Effets d'animation : Joshua Meador
- Photographie : Alfred Milotte
- Montage : Norman R. Palmer
- Pays d'origine : États-Unis
- Format : Couleurs - 1,37:1 - Mono
- Genre : Court métrage, documentaire
- Durée : 30 minutes
- Date de sortie : 14 juillet 1952

## Distinctions

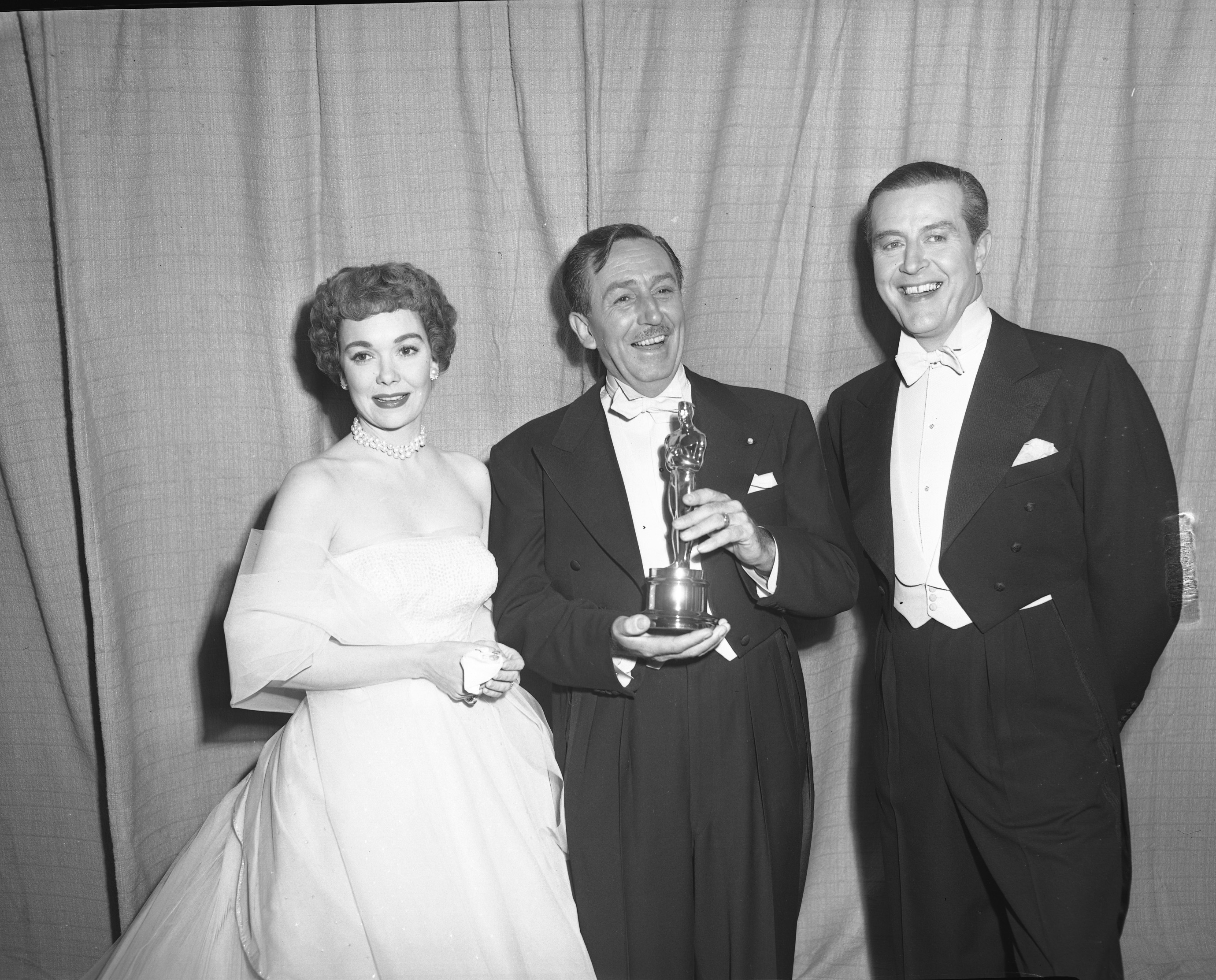
Walt Disney avec son Oscar en tant que producteur du film, en compagnie de Jane Wyman et Ray Milland.

- Oscar du meilleur court métrage en prises de vues réelles lors de la 25e cérémonie des Oscars.

## Origine et production
Lors d'un voyage en août 1948 en Alaska, Walt rencontre Alfred Milotte, propriétaire d'un magasin d'appareils photos et sa femme institutrice Elma. Ils engagent une discussion sur les documentaires consacrés à l'Alaska dont le résultat sera le poste de photographe sur la série de documentaires animaliers True-Life Adventures. Le premier épisode est L'Île aux phoques (On Seal Island) sorti en décembre 1948, suivi par La Vallée des castors durant l'été 1950. Plusieurs courts métrages sont réalisés dans cette série grâce à des séquences tournées par des naturalistes photographes.
Le film a été tourné en Technicolor par une douzaine de photographes en coopération avec la Société nationale Audubon et le Musée de la nature et des sciences de Denver.

## Sortie au cinéma et accueil du public
Les Oiseaux aquatiques comme tous les moyens métrages de la série True-Life Adventures, d'une durée d'environ 30 minutes chacun, a été diffusé au cinéma conjointement à un long métrage du studio. Plusieurs documentaires de la série True-Life Adventures ont été diffusés dans l'émission Disneyland durant sa première année au côté de compilation de courts métrages d'animation de Mickey Mouse, Donald Duck, Dingo ou Pluto.